# Austrian Open 1993
L'Austrian Open 1993 è stato un torneo di tennis giocato sulla terra rossa. È stata la 48ª edizione del torneo, che fa parte della categoria World Series nell'ambito dell'ATP Tour 1993. Si è giocato a Kitzbühel in Austria dal 2 all'8 agosto 1993.

## Campioni

### Singolare maschile
Thomas Muster ha battuto in finale  Javier Sánchez con il punteggio di 6–3, 7–5, 6–4

### Doppio maschile
Juan Garat  /  Roberto Saad hanno battuto in finale  Marius Barnard /  Tom Mercer con il punteggio di 4–6, 6–3, 3–6